# 王三重
王三重（？—1637年），號坦齋，江西南安府大庾縣人，明朝政治人物。

## 生平
萬曆四十年（1612年）壬子科江西鄉試舉人，四十一年（1613年）癸丑科進士。四十三年（1615年）授龍門縣知縣，性明察，無奸不燭。有民告人盜牛，以皮置人池中，一索得之，王三重說：“此詐也，皮在池中，汝何從知。”調番禺縣知縣，丁母憂，服闋，起為潮陽縣知縣，所至以廉明著。升吏部主事，忤魏忠賢去職。崇禎元年（1628年）起為吏部文選司主事，疏陳吏部有賄託之弊，溫體仁為親戚囑託官職，王三重不聽，以年老擯斥，被其誣告贓私，謫戍信豐縣，宅邸搜得囊內僅有六金，朝士憤然說：“有如此犯贓吏部耶！”十年（1637年）溫體仁被罷職，臺諫上書辯白其冤，特召用，未行而卒。
妻張氏，事姑孝，姑病，刲股療之，遂愈，事聞，旌曰純孝之門。